# Pierre Alard
Pour les articles homonymes, voir Pierre Alard (homme politique) et Alard.
Pierre Alard, né le 17 septembre 1937 à Bordeaux et mort le 13 janvier 2019 à Luçon, est un athlète français, spécialiste du lancer du disque, vainqueur de 11 titres de champion de France, et ancien détenteur du record de France.

## Biographie
Il remporte 11 titres de champion de France du lancer du disque entre 1956 et 1969, et établit 8 records de France de la discipline de 1959 à 1962.
Avec Pierre Colnard (poids), Michel Macquet (javelot) et Guy Husson (marteau), il forme le « Quatuor des mousquetaires du lancer français » dans les années 1960.
Il meurt le 13 janvier 2019 à Luçon.

## Décoration
- Officier de l'ordre du Mérite sportif‎ (1959)[2]

## Palmarès

### National
- Championnats de France d'athlétisme :
  - 11 fois vainqueur du lancer du disque en 1956,1959, 1960, 1961, 1962, 1963, 1964, 1965, 1967, 1968 et 1969.

### International
- Jeux de la Francophonie de 1960 (à Tananarive) :
  -  1er au lancer du poids
  -  2e au lancer du disque
  -  2e au lancer du marteau

- Match des 6 Nations :
  -  1er au lancer du disque en 1965
  -  2e au lancer du disque en 1961
  -  3e au lancer du disque en 1963 (4e en 1959 et 1968)

- 62 sélections en équipe de France A, de 1956 à 1970 (et 5 en junior)
- 8 records de France du disque

## Carrière sportive

### Sélections internationales
| Sélections internationales | Sélections internationales          | Sélections internationales | Sélections internationales | Sélections internationales | Sélections internationales | Sélections internationales | Sélections internationales | Sélections internationales |
| Année                      | Compétition                         | Catég.                     | Epreuve                    | Place                      | Performance                | Date                       | Lieu                       | Remarque                   |
| -------------------------- | ----------------------------------- | -------------------------- | -------------------------- | -------------------------- | -------------------------- | -------------------------- | -------------------------- | -------------------------- |
| 1955                       | France - Italie                     | Junior                     | Disque                     | 1er                        | 40,15 m                    | 31-juil.                   | Chambéry                   |                            |
| 1955                       | France - Allemagne de l'Ouest       | Junior                     | Disque                     | 3e                         | 41,33 m                    | 18-sept.                   | Thonon-les-Bains           |                            |
| 1956                       | France - Belgique                   | Junior                     | Disque                     | 1er                        | 44,58 m                    | 29-juil.                   | Lille                      |                            |
| 1956                       | Italie - France                     | Junior                     | Disque                     | 1er                        | 44,35 m                    | 12-août                    | Aoste                      |                            |
| 1956                       | Allemagne de l'Ouest - France       | Junior                     | Disque                     | 1er                        | 44,43 m                    | 2-sept.                    | Ludwigshafen               |                            |
| 1956                       | Allemagne de l'Ouest - France       | Junior                     | Poids                      | 4e                         | 12,95 m                    | 2-sept.                    | Ludwigshafen               |                            |
| 1956                       | Pologne - France                    | Senior                     | Disque                     | 3e                         | 46,33 m                    | 8-sept.                    | Varsovie                   | Junior                     |
| 1956                       | Italie - France                     | Senior                     | Disque                     | 3e                         | 47,68 m                    | 13-oct.                    | Florence                   | Junior                     |
| 1956                       | Jeux Olympiques 1956                | Senior                     | Disque                     |                            | 46,18 m                    | 22-nov.                    | Melbourne                  | En qualif. junior          |
| 1957                       | Grande-Bretagne - France            | Senior                     | Disque                     | 4e                         | 46,66 m                    | 3-août                     | Londres                    |                            |
| 1958                       | Belgique - France                   | Senior                     | Disque                     | 2e                         | 47,96 m                    | 29-juin                    | Bruxelles                  |                            |
| 1958                       | Championnats d'Europe               | Senior                     | Disque                     |                            | 45,94 m                    | 18-août                    | Stockholm                  | En qualifications          |
| 1958                       | France - Grande-Bretagne            | Senior                     | Disque                     | 2e                         | 47,82 m                    | 13-sept.                   | Colombes Yves-du-Manoir    |                            |
| 1959                       | France - Belgique                   | Senior                     | Disque                     | 1er                        | 49,14 m                    | 21-juin                    | Longwy                     |                            |
| 1959                       | Match des six nations               | Senior                     | Disque                     | 4e                         | 46,91 m                    | 18-juil.                   | Duisburg                   |                            |
| 1959                       | Norvège - France                    | Senior                     | Disque                     | 2e                         | 48,66 m                    | 6-août                     | Oslo                       |                            |
| 1959                       | Yougoslavie - France                | Senior                     | Disque                     | 2e                         | 49,51 m                    | 22-août                    | Belgrade                   |                            |
| 1959                       | Grèce - France                      | Senior                     | Disque                     | 2e                         | 50,34 m                    | 25-août                    | Athènes                    |                            |
| 1959                       | France - Suède                      | Senior                     | Disque                     | 3e                         | 49,33 m                    | 26-sept.                   | Colombes Yves-du-Manoir    |                            |
| 1960                       | Jeux de la Communauté               | Senior                     | Disque                     | 2e                         | 48,35 m                    | 15-avr.                    | Tananarive                 |                            |
| 1960                       | Jeux de la Communauté               | Senior                     | Marteau                    | 2e                         | 45,75 m                    | 15-avr.                    | Tananarive                 |                            |
| 1960                       | Jeux de la Communauté               | Senior                     | Poids                      | 1er                        | 14,43 m                    | 15-avr.                    | Tananarive                 |                            |
| 1960                       | Belgique - France                   | Senior                     | Disque                     | 1er                        | 51,20 m                    | 19-juin                    | Anvers                     |                            |
| 1960                       | Grande-Bretagne - France            | Senior                     | Disque                     | 2e                         | 51,69 m                    | 30-juil.                   | Londres                    |                            |
| 1960                       | Grande-Bretagne - France            | Senior                     | Poids                      | 4e                         | 14,76 m                    | 30-juil.                   | Londres                    |                            |
| 1960                       | Jeux Olympiques 1960                | Senior                     | Disque                     |                            | 51,02 m                    | 31-août                    | Rome                       | En qualifications          |
| 1960                       | France - Finlande                   | Senior                     | Disque                     | 3e                         | 51,97 m                    | 24-sept.                   | Colombes Yves-du-Manoir    |                            |
| 1960                       | Italie - France                     | Senior                     | Disque                     | 2e                         | 53,28 m                    | 8-oct.                     | Milan                      |                            |
| 1961                       | France - Belgique                   | Senior                     | Disque                     | 1er                        | 52,36 m                    | 18-juin                    | Lille                      |                            |
| 1961                       | Match des six nations               | Senior                     | Disque                     | 2e                         | 53,69 m                    | 8-juil.                    | Colombes Yves-du-Manoir    |                            |
| 1961                       | Suède - France - Japon              | Senior                     | Disque                     | 2e                         | 51,00 m                    | 10-août                    | Stockholm                  |                            |
| 1961                       | France - Norvège - Yougoslavie      | Senior                     | Disque                     | 3e                         | 52,50 m                    | 6-sept.                    | Paris Charléty             |                            |
| 1961                       | France - Grande-Bretagne            | Senior                     | Disque                     | 1er                        | 53,90 m                    | 23-sept.                   | Colombes Yves-du-Manoir    |                            |
| 1961                       | Grèce - France                      | Senior                     | Disque                     | 2e                         | 49,70 m                    | 21-oct.                    | Athènes                    |                            |
| 1962                       | France - Espagne                    | Senior                     | Disque                     | 1er                        | 48,50 m                    | 21-juil.                   | Bordeaux                   |                            |
| 1962                       | France - Grèce                      | Senior                     | Disque                     | 1er                        | 51,44 m                    | 23-août                    | Paris Charléty             |                            |
| 1962                       | Finlande - France                   | Senior                     | Disque                     | 2e                         | 54,55 m                    | 2-sept.                    | Helsinki                   |                            |
| 1962                       | Championnats d'Europe               | Senior                     | Disque                     |                            | 49,96 m                    | 12-sept.                   | Belgrade                   | En qualifications          |
| 1962                       | France - Allemagne de l'Ouest       | Senior                     | Disque                     | 1er                        | 55,32 m                    | 29-sept.                   | Colombes Yves-du-Manoir    |                            |
| 1963                       | Jeux de l'Amitié                    | Senior                     | Disque                     | 2e                         | 47,86 m                    | 16-avr.                    | Dakar                      |                            |
| 1963                       | Match des six nations               | Senior                     | Disque                     | 3e                         | 51,71 m                    | 13-juil.                   | Enschede                   |                            |
| 1963                       | Tchécoslovaquie - France            | Senior                     | Disque                     | 3e                         | 50,90 m                    | 20-juil.                   | Prague                     |                            |
| 1963                       | Suisse - France                     | Senior                     | Disque                     | 1er                        | 50,95 m                    | 17-août                    | Berne                      |                            |
| 1963                       | France - Russie Fédérative          | Senior                     | Disque                     | 3e                         | 52,28 m                    | 21-sept.                   | Colombes Yves-du-Manoir    |                            |
| 1963                       | Jeux Méditerranéens                 | Senior                     | Disque                     | 5e                         | 50,73 m                    | 27-sept.                   | Naples                     |                            |
| 1964                       | France - Italie                     | Senior                     | Disque                     | 1er                        | 53,07 m                    | 18-juil.                   | Annecy                     |                            |
| 1964                       | France - Suisse                     | Senior                     | Disque                     | 1er                        | 51,46 m                    | 15-août                    | Chalon-sur-Saône           |                            |
| 1964                       | Benelux - France                    | Senior                     | Disque                     | 2e                         | 49,18 m                    | 29-août                    | Bruxelles                  |                            |
| 1964                       | Grande-Bretagne - France            | Senior                     | Disque                     | 2e                         | 50,09 m                    | 11-sept.                   | Londres                    |                            |
| 1965                       | Match des six nations               | Senior                     | Disque                     | 1er                        | 54,66 m                    | 3-juil.                    | Berne                      |                            |
| 1965                       | France - Benelux                    | Senior                     | Disque                     | 1er                        | 53,34 m                    | 10-juil.                   | Paris Charléty             |                            |
| 1965                       | Suisse - France                     | Senior                     | Disque                     | 1er                        | 51,80 m                    | 14-août                    | La Chaux-de-Fonds          |                            |
| 1965                       | 1/2 finale coupe d'Europe           | Senior                     | Disque                     | 4e                         | 53,50 m                    | 21-août                    | Oslo                       |                            |
| 1965                       | France - Tchécoslovaquie            | Senior                     | Disque                     | 3e                         | 52,50 m                    | 3-sept.                    | Paris Charléty             |                            |
| 1965                       | Coupe d'Europe                      | Senior                     | Disque                     | 6e                         | 49,28 m                    | 11-sept.                   | Stuttgart                  |                            |
| 1965                       | France - URSS                       | Senior                     | Disque                     | 3e                         | 53,92 m                    | 2-oct.                     | Colombes Yves-du-Manoir    |                            |
| 1966                       | Allemagne de l'Ouest - France       | Senior                     | Disque                     | 4e                         | 51,12 m                    | 9-juil.                    | Berlin                     |                            |
| 1966                       | Allemagne de l'Ouest - France       | Senior                     | Marteau                    | 4e                         | 50,90 m                    | 9-juil.                    | Berlin                     |                            |
| 1966                       | Tchécoslovaquie - France            | Senior                     | Disque                     | 5e                         | 51,55 m                    | 13-août                    | Prague                     |                            |
| 1966                       | URSS - France                       | Senior                     | Disque                     | 3e                         | 52,00 m                    | 17-sept.                   | Kiev                       |                            |
| 1966                       | France - Finlande - Grande-Bretagne | Senior                     | Disque                     | 4e                         | 51,34 m                    | 1-oct.                     | Colombes Yves-du-Manoir    |                            |
| 1967                       | France - URSS                       | Senior                     | Disque                     | 3e                         | 53,60 m                    | 24-juin                    | Colombes Yves-du-Manoir    |                            |
| 1967                       | France - Grande-Bretagne            | Senior                     | Disque                     | 1er                        | 53,84 m                    | 22-juil.                   | La Baule                   |                            |
| 1967                       | France - Espagne                    | Senior                     | Disque                     | 1er                        | 52,58 m                    | 12-août                    | Bayonne                    |                            |
| 1967                       | Coupe d'Europe                      | Senior                     | Disque                     | 6e                         | 50,40 m                    | 16-sept.                   | Kiev                       |                            |
| 1967                       | France - Portugal                   | Senior                     | Disque                     | 1er                        | 52,52 m                    | 30-sept.                   | Marseille                  |                            |
| 1968                       | France - Allemagne de l'Ouest       | Senior                     | Disque                     | 3e                         | 54,68 m                    | 22-juin                    | Colombes Yves-du-Manoir    |                            |
| 1968                       | Match des six nations               | Senior                     | Disque                     | 4e                         | 52,20 m                    | 20-juil.                   | Brescia                    |                            |
| 1968                       | Suède - France                      | Senior                     | Disque                     | 5e                         | 51,24 m                    | 7-sept.                    | Stockholm                  |                            |
| 1968                       | Portugal - France                   | Senior                     | Disque                     | 1er                        | 53,54 m                    | 28-sept.                   | Lisbonne                   |                            |
| 1969                       | France - Pologne                    | Senior                     | Disque                     | 4e                         | 54,18 m                    | 5-juil.                    | Colombes Yves-du-Manoir    |                            |
| 1969                       | Grande-Bretagne - France            | Senior                     | Disque                     | 1er                        | 54,38 m                    | 30-août                    | Londres                    |                            |
| 1970                       | France - Espagne                    | Senior                     | Disque                     | 3e                         | 50,82 m                    | 27-juin                    | Colombes Yves-du-Manoir    |                            |
| 1970                       | Grande-Bretagne - France            | Senior                     | Disque                     | 5e                         | 49,68 m                    | 1-août                     | Cwmbran                    |                            |

### Championnats de France
| Participations aux Championnats de France | Participations aux Championnats de France | Participations aux Championnats de France | Participations aux Championnats de France | Participations aux Championnats de France | Participations aux Championnats de France | Participations aux Championnats de France | Participations aux Championnats de France |
| Année                                     | Catégorie                                 | Epreuve                                   | Place                                     | Performance                               | Date                                      | Lieu                                      | Remarque                                  |
| ----------------------------------------- | ----------------------------------------- | ----------------------------------------- | ----------------------------------------- | ----------------------------------------- | ----------------------------------------- | ----------------------------------------- | ----------------------------------------- |
| 1955                                      | Junior                                    | Disque                                    | 1er                                       | 40,52 m                                   | 16-juil.                                  | Paris Jean-Bouin                          |                                           |
| 1955                                      | Senior                                    | Disque                                    | 6e                                        | 41,44 m                                   | 6-août                                    | Colombes Yves-du-Manoir                   | Junior                                    |
| 1956                                      | Junior                                    | Disque                                    | 1er                                       | 43,55 m                                   | 14-juil.                                  | Paris Jean-Bouin                          |                                           |
| 1956                                      | Senior                                    | Disque                                    | 1er                                       | 46,68 m                                   | 4-août                                    | Colombes Yves-du-Manoir                   | Junior                                    |
| 1957                                      | Senior                                    | Disque                                    | 5e                                        | 44,86 m                                   | 14-sept.                                  | Colombes Yves-du-Manoir                   |                                           |
| 1958                                      | Senior                                    | Disque                                    | 3e                                        | 48,66 m                                   | 27-juil.                                  | Colombes Yves-du-Manoir                   |                                           |
| 1959                                      | Senior                                    | Disque                                    | 1er                                       | 50,68 m                                   | 25-juil.                                  | Colombes Yves-du-Manoir                   |                                           |
| 1960                                      | Senior                                    | Disque                                    | 1er                                       | 52,88 m                                   | 23-juil.                                  | Colombes Yves-du-Manoir                   | Record de France                          |
| 1960                                      | Senior                                    | Poids                                     | 2e                                        | 15,99 m                                   | 23-juil.                                  | Colombes Yves-du-Manoir                   |                                           |
| 1961                                      | Senior                                    | Disque                                    | 1er                                       | 51,67 m                                   | 22-juil.                                  | Colombes Yves-du-Manoir                   |                                           |
| 1961                                      | Senior                                    | Poids                                     | 5e                                        | 15,80 m                                   | 22-juil.                                  | Colombes Yves-du-Manoir                   |                                           |
| 1962                                      | Senior                                    | Disque                                    | 1er                                       | 49,46 m                                   | 28-juil.                                  | Colombes Yves-du-Manoir                   |                                           |
| 1963                                      | Senior                                    | Disque                                    | 1er                                       | 53,49 m                                   | 27-juil.                                  | Colombes Yves-du-Manoir                   |                                           |
| 1963                                      | Senior                                    | Poids                                     | 5e                                        | 15,69 m                                   | 27-juil.                                  | Colombes Yves-du-Manoir                   |                                           |
| 1964                                      | Senior                                    | Disque                                    | 1er                                       | 53,79 m                                   | 24-juil.                                  | Colombes Yves-du-Manoir                   |                                           |
| 1964                                      | Senior                                    | Poids                                     | 6e                                        | 15,50 m                                   | 24-juil.                                  | Colombes Yves-du-Manoir                   |                                           |
| 1965                                      | Senior                                    | Disque                                    | 1er                                       | 54,68 m                                   | 24-juil.                                  | Colombes Yves-du-Manoir                   |                                           |
| 1965                                      | Senior                                    | Marteau                                   | 4e                                        | 57,80 m                                   | 24-juil.                                  | Colombes Yves-du-Manoir                   |                                           |
| 1966                                      | Senior                                    | Disque                                    | 2e                                        | 50,54 m                                   | 23-juil.                                  | Colombes Yves-du-Manoir                   |                                           |
| 1967                                      | Senior                                    | Disque                                    | 1er                                       | 52,58 m                                   | 29-juil.                                  | Paris Jean-Bouin                          |                                           |
| 1968                                      | Senior                                    | Disque                                    | 1er                                       | 52,94 m                                   | 27-juil.                                  | Colombes Yves-du-Manoir                   |                                           |
| 1969                                      | Senior                                    | Disque                                    | 1er                                       | 55,82 m                                   | 18-juil.                                  | Colombes Yves-du-Manoir                   |                                           |
| 1970                                      | Senior                                    | Disque                                    | 4e                                        | 51,70 m                                   | 17-juil.                                  | Colombes Yves-du-Manoir                   |                                           |

### Bilans annuels français
| Classement national | Classement national | Classement national | Classement national | Classement national | Classement national | Classement national     | Classement national |
| Année               | Catégorie           | Epreuve             | Rang                | Performance         | Date                | Lieu                    | Remarque            |
| ------------------- | ------------------- | ------------------- | ------------------- | ------------------- | ------------------- | ----------------------- | ------------------- |
| 1955                | Junior              | Disque              | 1er                 | 44,45 m             | 21-août             | Champagnole Interclubs  |                     |
| 1956                | Junior              | Disque              | 1er                 | 49,18 m             | 26-août             | Le Creusot Interclubs   | MPF Junior          |
| 1956                | Senior              | Disque              | 1er                 | 49,18 m             | 26-août             | Le Creusot Interclubs   | Junior              |
| 1957                | Senior              | Disque              | 1er                 | 49,90 m             | 20-sept.            | Bordeaux                |                     |
| 1958                | Senior              | Disque              | 3e                  | 50,20 m             | 7-sept.             | Paris Jean-Bouin        |                     |
| 1959                | Senior              | Disque              | 1er                 | 52,25 m             | 24-juin             | Paris Charléty          |                     |
| 1959                | Senior              | Poids               | 7e                  | 15,02 m             | 4-oct.              | Saint-Sebastien         |                     |
| 1960                | Senior              | Poids               | 5e                  | 15,99 m             | 24-juil.            | Colombes Yves-du-Manoir |                     |
| 1960                | Senior              | Disque              | 1er                 | 53,28 m             | 9-oct.              | Milan                   |                     |
| 1961                | Senior              | Poids               | 7e                  | 15,80 m             | 22-juil.            | Colombes Yves-du-Manoir |                     |
| 1961                | Senior              | Disque              | 1er                 | 53,90 m             | 24-sept.            | Colombes Yves-du-Manoir |                     |
| 1962                | Senior              | Disque              | 1er                 | 55,32 m             | 30-sept.            | Colombes Yves-du-Manoir |                     |
| 1963                | Senior              | Disque              | 1er                 | 54,08 m             | 13-mai              | Poitiers                |                     |
| 1963                | Senior              | Poids               | 8e                  | 15,69 m             | 28-juil.            | Colombes Yves-du-Manoir |                     |
| 1964                | Senior              | Disque              | 1er                 | 54,83 m             | 17-juin             | Alfortville             |                     |
| 1964                | Senior              | Poids               | 5e                  | 16,22 m             | 28-juin             | Bordeaux                |                     |
| 1965                | Senior              | Poids               | 7e                  | 15,82 m             | 30-mai              | Hambourg                |                     |
| 1965                | Senior              | Disque              | 1er                 | 54,68 m             | 24-juil.            | Colombes Yves-du-Manoir |                     |
| 1965                | Senior              | Marteau             | 5e                  | 57,80 m             | 25-juil.            | Colombes Yves-du-Manoir |                     |
| 1966                | Senior              | Disque              | 3e                  | 53,70 m             | 26-juin             | Colombes Yves-du-Manoir |                     |
| 1966                | Senior              | Marteau             | 6e                  | 57,48 m             | 1-juil.             | Paris Charléty          |                     |
| 1967                | Senior              | Disque              | 2e                  | 53,84 m             | 23-juil.            | Nantes                  |                     |
| 1968                | Senior              | Disque              | 1er                 | 54,68 m             | 22-mai              | Colombes Yves-du-Manoir |                     |
| 1969                | Senior              | Disque              | 2e                  | 56,26 m             | 6-sept.             | Colombes Yves-du-Manoir |                     |
| 1970                | Senior              | Disque              | 6e                  | 52,74 m             | 31-mai              | Tourcoing               |                     |

### Meilleures performances
| Meilleures performances personnelles | Meilleures performances personnelles | Meilleures performances personnelles | Meilleures performances personnelles | Meilleures performances personnelles | Meilleures performances personnelles | Meilleures performances personnelles | Meilleures performances personnelles |
| Année                                | Club                                 | Catégorie                            | Epreuve                              | Performance                          | Date                                 | Lieu                                 | Remarque                             |
| ------------------------------------ | ------------------------------------ | ------------------------------------ | ------------------------------------ | ------------------------------------ | ------------------------------------ | ------------------------------------ | ------------------------------------ |
| 1956                                 | Bordeaux EC                          | Junior                               | Disque                               | 49,18 m                              | 26-aout                              | Le Creusot                           | MPF Junior                           |
| 1964                                 | Bordeaux EC                          | Senior                               | Poids                                | 16,22 m                              | 28-juin                              | Bordeaux                             |                                      |
| 1969                                 | Racing Club de France                | Senior                               | Disque                               | 56,26 m                              | 6-sept.                              | Colombes Yves-du-Manoir              |                                      |
| 1965                                 | Racing Club de France                | Senior                               | Marteau                              | 57,80 m                              | 25-juil.                             | Colombes Yves-du-Manoir              |                                      |